# Арцыбушев, Константин Дмитриевич
Константин Дмитриевич Арцыбушев (1849—1901) — коллекционер живописи, основу его коллекции составляли произведения М. А. Врубеля, К. А. Коровина, В. А. Серова. Инженер-путеец, курский дворянин, один из директоров правления «Общества Московско-Ярославско-Архангельской железной дороги».

## Биография
В 1896 году совместно со своим родственником — московским предпринимателем С. И. Мамонтовым стал одним из соучредителей Общества восточносибирских чугуноплавильных, железоделательных и механических заводов (с капиталом 4,5 млн руб.). Общество было создано для эксплуатации Николаевского металлургического завода в Алтайском округе Иркутской губернии. В 1897 году совместно с С. И. Мамонтовым взял в аренду алтайские предприятия — Гурьевский металлургический завод, 7 железных рудников и угольных копей. В том же году Арцыбушев и Мамонтов в Подмосковье основали Мытищинский машиностроительный завод, работающий до настоящего времени под названием Метровагонмаш.
В июне 1899 года Мамонтову не удалось вовремя погасить долги Международному банкy и некоторым другим кредиторам. Министерство финансов назначило ревизию, вскрывшую нарушения в учете и расходовании средств Московско-Ярославско-Архангельской железной дороги. Выяснилось, что из кассы Общества в 1890—1898 гг. деньги переводились на счета Товарищества Невского завода и Восточно-Сибирского общества — предприятий, которые юридически не были друг с другом связаны. Такие финансовые операции были запрещены законом. Это было одним из главных пунктов обвинения, другим — перерасход по смете строительства линии Вологда—Архангельск. Требовали удовлетворения и кредиторы. В конце июля 1899 году правление Московско-Ярославско-Архангельской дороги во главе с С. И. Мамонтовым ушло в отставку, были избраны новые люди, которые обратились с исками к бывшим руководителям Общества.
В 1899 году по обвинению в крупной растрате против С. И. Мамонтова, Арцыбушева и других руководителей «Общества Московско-Ярославско-Архангельской железной дороги» было возбуждено уголовное дело, осенью они были арестованы. С 23 июня по 3 июля 1900 года в Московском окружном суде состоялся процесс по результатам которого подсудимые были оправданы и освобождены из-под стражи.
Арцыбушев владел усадьбами Усть-Крестище и Верхние Апочки Тимского уезда Курской губернии (ныне — пос. Крестище и с. Верхние Апочки Советского района Курской области).

## Коллекция
- Суд Париса триптих (панно «Юнона», «Венера, Амур и Парис», «Минерва») — М. А. Врубель, 1893. В настоящее время хранится в Третьяковской галерее.

## Семья

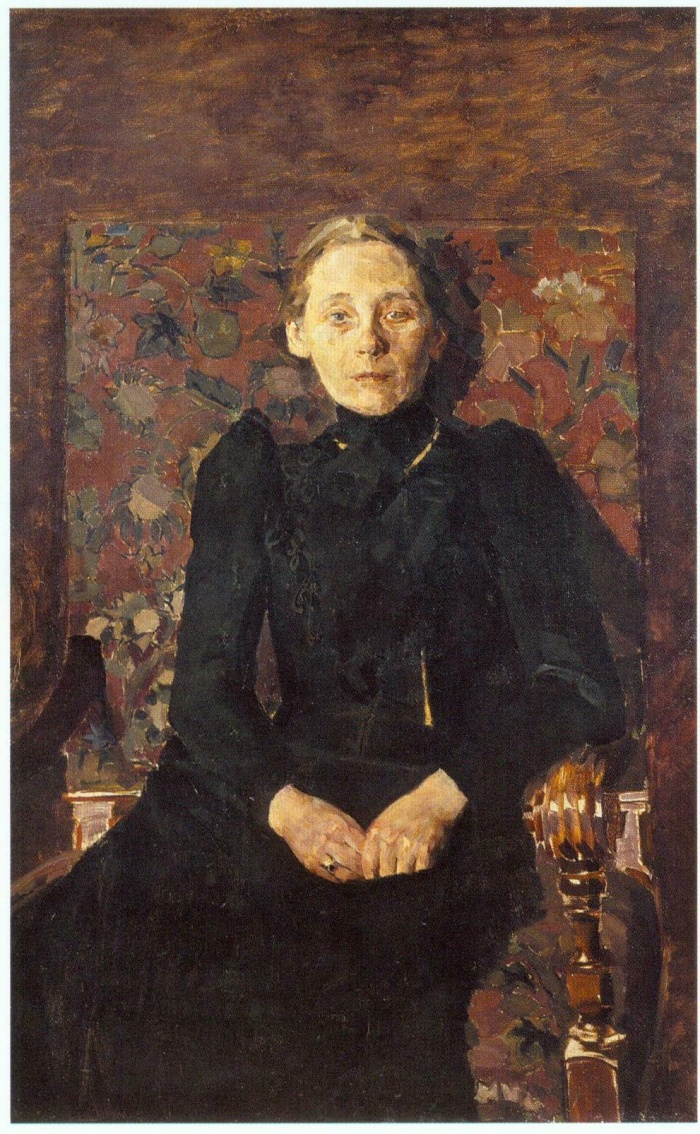
Портрет Марии Арцыбушевой. М. Врубель.

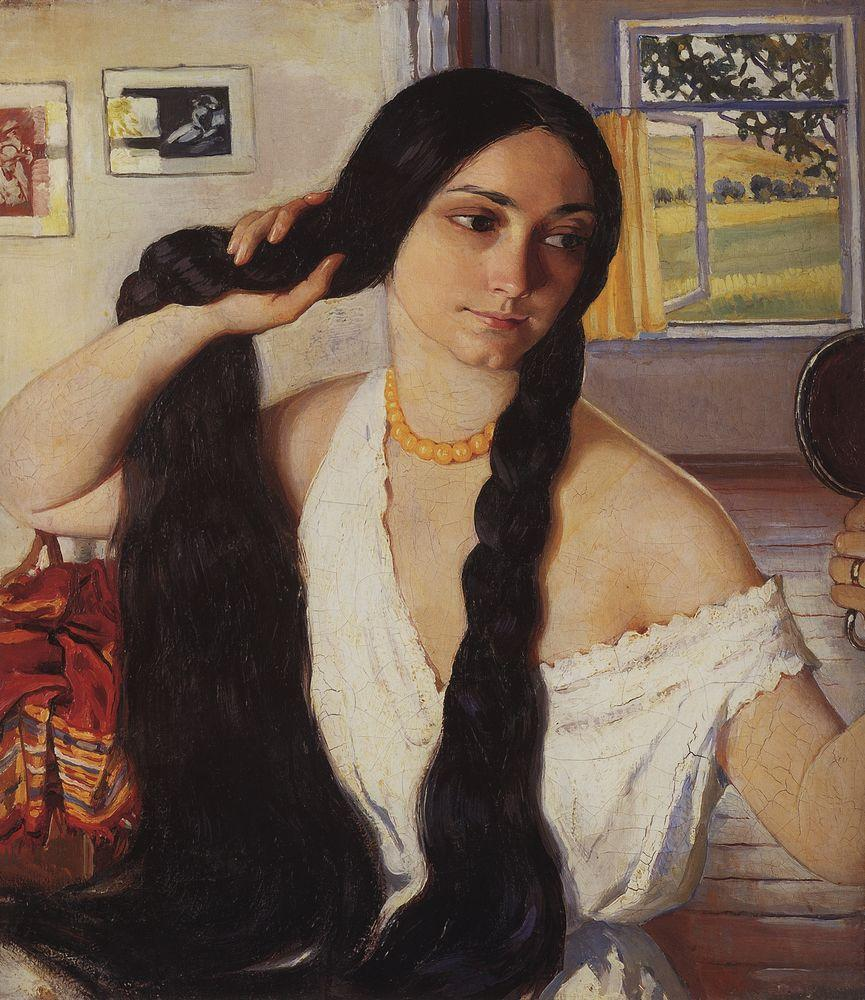
Портрет Ольги Лансере (Арцыбушевой). З. Серебрякова.

- Супруга — Мария Ивановна Арцыбушева,  (урожденная Лахтина).
  - Сын — Юрий Константинович Арцыбушев (1877—1952) — художник, журналист, основатель журнала «Зритель», после революции в эмиграции, вернулся в СССР в 1947, сослан в Казахстан в 1952[4].
  - Сын — Дмитрий (21 ноября 1878—8 мая 1944)[5][6], у него сын Константин, доктор во Флориде, и сын Пётр (1924—?)[5][7].
  - Дочь — Ольга Константиновна Арцыбушева (1881—1966)[8], была замужем за художником Евгением Евгеньевичем Лансере.
  - Сын — Андрей (?—?)[6]
  - Сын — Сергей (?—?)[6], его сын Михаил, родился в 1908 в Короче Курской губернии, работал карикатуристом в газете "Труд", арестован 24 июля 1936 года НКВД по Московской области, приговорён 10 апреля 1937 года ОСО НКВД СССР по Московской области по обвинению в 58-10, 58-11 УК РСФСР к 5 годам  ИТЛ. Реабилитирован 10 апреля 1956 года "за недоказанностью состава преступления"[9][10].
  - Сын — Игорь (1895—1942)[6], у него дочь Татьяна, во время войны жила  с семьёй Лансере[11].
  - Сын — Михаил (?—?)[6]